# Maxima Residence
Maxima Residence — житловий комплекс бізнес-класу розташований на вулиці Євгена Коновальця у Печерському районі Києва, у місцевості Черепанова гора. Комплекс складається з трисекційної будівлі на 26 поверхів, яка включає 486 квартир.

## Проєктування
ЖК Maxima Residence — житловий комплекс, будівництво якого розпочала компанія Bosphorus Development за кілька місяців до початку повномасштабної війни в Україні, у партнерстві з українською Корпорацією Нерухомості РІЕЛ. Російське вторгнення дещо скоригувало плани, але робота над проєктом не була зупинена. У трисекційному 26-поверховому житловому комплексі передбачено 486 одно- дво- три- та чотирикімнатних квартир, підземний паркінг на 180 автомобілів, дитяча кімната для різних вікових груп, кімнати для перемовин, дитячі та спортивні майданчики та інша інфраструктура, зокрема кав'ярні та магазини. Опалення ЖК є автономним, за рахунок дахової газової котельні.
Було заплановано наявність:
- дитячого майданчика;
- дитячої кімнати;
- спортивного майданчика;
- велопарковки;
- майданчика для відпочинку дорослих;
- підземного паркінга на 180 місць.

## Будівництво
ЖК розташований у Печерському районі Києва по вулиці Євгена Коновальця, 30.
Робота над ЖК почалася наприкінці 2021 року, за кілька місяців до початку повномасштабного вторгнення. Продаж квартир стартував у червні 2023 року.  Комплекс будується за монолітно-каркасною технологією, стінові отвори заповнюються повнотілою цеглою, фасад утеплений мінеральною ватою. ЖК будується у три черги. Завершення будівництва третьої, останньої, секції комплексу планується у 4 кварталі 2025 року.

## Забудовники
ЖК Maxima Residence є спільним проєктом української Корпорації Нерухомості РІЕЛ та турецького девелопера Bosphorus Development. КН РІЕЛ, заснована у 2003 році, працює на ринку нерухомості Львова та Києва та є найбільшим забудовником Львова. Має більше 800 тис. м² вже реалізованої житлової та комерційної нерухомості та 1 300 тис. м² житлової та комерційної нерухомості, що будується та продається у Києві та Львові. Bosphorus Development — турецька інвестиційно-девелоперська компанія, серед проєктів якої один з найвищих хмарочосів Туреччини Istanbul Tower 205 Levent та один з найбільших акваріумів світу — Istanbul Aquarium. Bosphorus Development входить у топ-10 забудовників Туреччини.

## Цікаві факти
- Bosphorus Development, що будує ЖК Maxima Residence, також, збудував хмарочос Istanbul Tower 205 Levent — 6 за висотою хмарочос Туреччини та 37 в Європі, а також Istanbul Aquarium, один з трьох найбільших акваріумів світу[8][9].